# ブラウントラウト

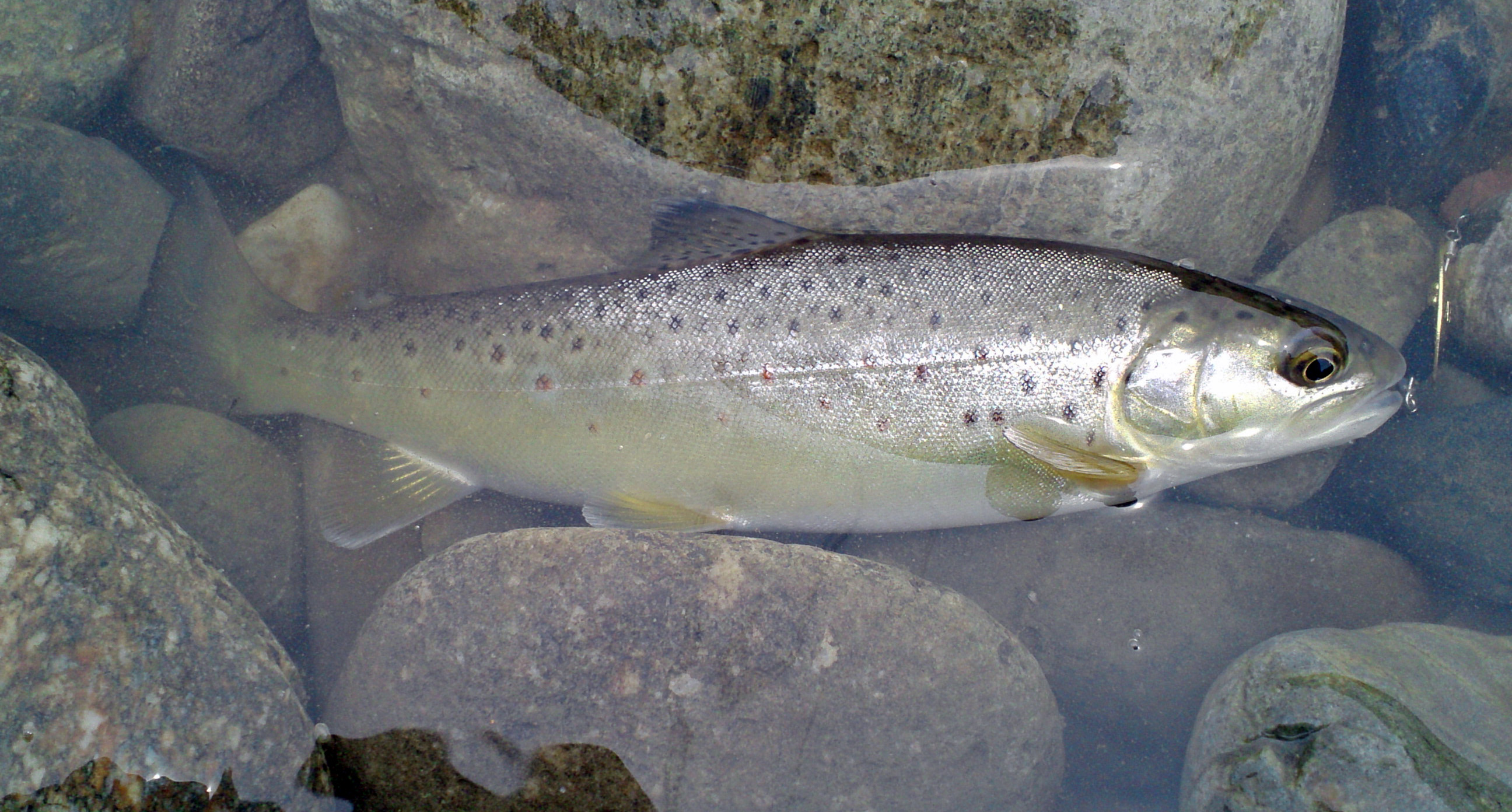
河川型

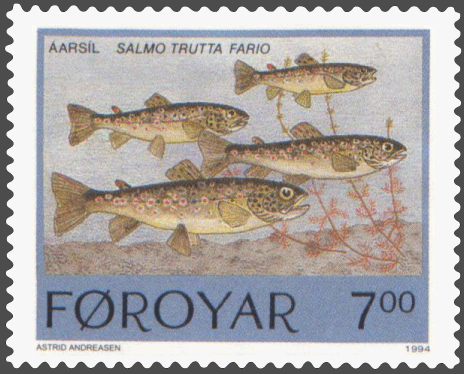
1994年2月にフェロー諸島で発行された切手

ブラウントラウト（学名：Salmo trutta）は、サケ目サケ科に属する魚で、3つの型からなる。河川型 (fario) と 降湖型 (lacustris) はブラウントラウトと呼ばれ、降海型 (trutta) はシートラウトと呼ばれる。別名はブラウンマス、茶マス、茶色マスなど。種小名の trutta は、ラテン語でマスを意味する言葉 trutta に由来する。

## 概要
ブラウントラウトは一生の大部分を淡水域で過ごすのに対し、降海型 (trutta) シートラウトは海を回遊し、産卵の時のみ生まれ故郷の淡水域に戻ってくる。ブラウントラウトも淡水域を回遊しており、降湖型 (lacustris) は湖沼を主な生活圏とする個体群で、湖から川に遡上して産卵するが、湖の岸で産卵を行うこともある。河川型 (fario) は流水を生息域とし、高山の小川に住むことが多いが、時に大きな河川に住むこともある。産卵のために川を遡るグループと遡らないグループは、同じ川に住むものであっても遺伝的に異なることが知られている。ただし、他の地域に移植した場合、河川型 (fario) も降海型 (trutta) になる可能性がある。
ブラウントラウトは一般にヨーロッパとアジアに生息していると思われているが、実際には極付近まで周遊する。また、ギリシャやエストニアには海から遠く淡水のみで生活するものもある。絶滅危惧種とはされていないが、いくつかの地域では、生息域の破壊や乱獲などによって数が減っている。fario 型は比較的冷たく酸素の豊富な陸水を好み、特に山地の大きな水流に多いが、他のサケ科の魚の最適温度よりは温かい摂氏15.5-18.3度程度である。
ブラウントラウトは標準的なサイズの魚で、ある地域では20キログラム以上になるほか、小さな川では1キログラム程度以下のものもある。国際ゲームフィッシュ協会 (IGFA) の公認記録では、18.25キログラムのものが1992年5月にアーカンソー州のリトルレッド川で釣られた記録が残っている。

## 生活史
多くの地域で環境への適応力に優れ、個体、個体群で生態を変化する事が知られているが、母川回帰率は低い。成熟までに必要な期間はオスが、1年から2年、メスが2年から3年とされ寿命は5年から8年。マスノスケ、ギンザケのように1年程度を淡水で過ごした後、スモルト化した個体は降海する。ただし、生息域が寒冷地であった場合はさらに1年から2年程度淡水生活を送ることも報告されている。
冬期（11 - 2月）に産卵を行い、2月から3月初旬に孵化した稚魚は4月から5月頃に浮上する。浮上後は淡水で生活をし、1年で10センチメートル程度、2年で20センチメートル程度、3年で25センチメートルから30センチメートル程度に成長する。1歳魚の以降の生活史は、「1.終生河川残留（回遊範囲は狭い）」、「2.終生河川残留（回遊範囲はやや広い）」、「3.降湖型」、「4.降海型」の4種類あることが知られている。河川遡上する降海型個体の一部には未成熟個体が存在していて、「海水温の低下に伴い塩分耐性が低下する」とされているため、河川の下流域に越冬目的で遡上し滞在すると考えられている。
海を回遊するものはサイズが若干大きく、寿命も長い。ブラウントラウトは昼も夜も活動し、一日中餌を食べ続ける。淡水では川底の無脊椎動物、小さな魚、カエル、水面近くを飛ぶ昆虫類、ミミズ、甲殻類なども食べる。従来は、30センチメートルを越すと魚食性が強くなるとされていたが、20センチメートルを越すと強い魚食性を示す（水域によっては12センチメートルの報告もある）。最大で全長は1mを超える。
淡水のものはフライ・フィッシングの対象にもなりやすく、海を回遊するものは主に夜、ルアーを使って釣られる。
ブラウントラウトの産卵はタイセイヨウサケとよく似ている。平均、メスの体重1キログラムあたり2000個の卵を産む。長野県梓川上流、北海道知床半島、秋田県では天然イワナとの交雑が確認されている。さらに、水産試験場の耐病性を高めた種の作出を狙った人為的な交雑例でもニジマス、イワナとの交雑種も可能である。
ブラウントラウトは、世界的に広く分布するニジマスと比較してやや癖があるといわれるが食用にも好まれ、刺身、寿司ダネなどの生食か燻製として食べられる。多くのレシピもあり、フライ、グリル、オーブン焼きなどニジマスとほぼ同様の調理が可能である。

### 日本での回遊調査
人為的な放流の他に降海型個体の降河河川とは異なる水域への遡上による、生息域の拡大が懸念されている。また、日本での生活史は不明であったことから、（財）河川環境管理財団らのグループが2006年と2007年に戸切地川、久根別川、函館湾を中心とした水域で調査を行った。その結果によれば、
- 成長の良い個体は0歳魚の春からスモルト化し降海するが、多くは1年程度を淡水で生活し、1歳魚の3月から6月に降海する。
- 42個体（0歳から3歳魚）の耳石を分析した結果、17個体は、1回目の降海履歴が確認され、25個体では、降海履歴が確認されなかった。
- 海上捕獲の1個体と河川遡上していた2個体では複数回の降海履歴を確認した。

しかし、降海個体が別な河川に遡上しているのか、および自然繁殖しているのかは確認できなかった。

## 人工的な繁殖
ブラウントラウトは釣り目的の自然界への放流や釣堀への供給のため、北アメリカ、南アメリカ、オーストラリア、ニュージーランド、日本（長野県、富山県以東）などに持ち込まれた。いくつかの国、特にオーストラリアや北海道などでは地域の淡水生態系が破壊されて問題となっており、北海道ではサケやマスの卵や稚魚を活発に捕食するため、2000年代に入ってからは特に注目されてきている。また食品として重要な魚であり大量に人工孵化させられるため、コルシカ島やアルプスの窪地などの閉鎖系では、天然個体群が絶滅してしまったところもある。
一方、回遊性のブラウントラウトは、養殖場のサケやマスに寄生するウオジラミの仲間（サケジラミなど）に感染しやすくなったために年々数が減っている。

### 外来種としての影響
日本への移入は、1892年にカワマス (Salvelinus fontinalis ) の卵に混ざったものとされている。日本では公的機関主導の移植放流では無く、台風による養殖場からの逸出や遊漁目的の個人或いは業者が主体となって放流している。他の外来種問題と同じように、在来のサケ科魚類との交雑による遺伝子汚染と、餌として捕食される水棲生物への影響の他に、生息域の競合の影響が懸念されている。北海道立水産孵化場らの調査によれば、北海道千歳川の支流では1980年代後半に放流され自然繁殖をしているが、在来種であるアメマスを上流域に追いやり生息数を拡大している。千歳川ではサクラマス（ヤマメ）稚魚が餌として高率に捕食されている。
また、ヤツメウナギの捕食が確認されているほか、豊似湖では絶滅危惧種ニホンザリガニを含むほかの甲殻類への影響が懸念されている。